# Сентер Тауншип (округ Снайдер, Пенсільванія)
Сентер Тауншип (англ. Center Township) — селище (англ. township) в США, в окрузі Снайдер штату Пенсільванія. Населення — 2413 особи (2020).

## Демографія
Згідно з переписом 2010 року, у селищі мешкало 2458 осіб у 823 домогосподарствах у складі 637 родин. Було 881 помешкання
Расовий склад населення:
| - 98,5 % — білих - 0,7 % — чорних або афроамериканців |

До двох чи більше рас належало 0,5 %. Частка іспаномовних становила 1,3 % від усіх жителів.
За віковим діапазоном населення розподілялося таким чином: 29,0 % — особи молодші 18 років, 60,8 % — особи у віці 18—64 років, 10,2 % — особи у віці 65 років та старші. Медіана віку мешканця становила 34,6 року. На 100 осіб жіночої статі у селищі припадало 99,2 чоловіків;  на 100 жінок у віці від 18 років та старших — 96,5 чоловіків також старших 18 років.
Середній дохід на одне домашнє господарство  становив 56 466 доларів США (медіана — 42 714), а середній дохід на одну сім'ю — 65 334 долари (медіана — 50 813). Медіана доходів становила 37 262 долари для чоловіків та 24 964 долари для жінок. За межею бідності перебувало 11,3 % осіб, у тому числі 9,9 % дітей у віці до 18 років та 8,1 % осіб у віці 65 років та старших.
Цивільне працевлаштоване населення становило 1133 особи. Основні галузі зайнятості: освіта, охорона здоров'я та соціальна допомога — 24,2 %, виробництво — 19,8 %, будівництво — 12,4 %, роздрібна торгівля — 9,7 %.